# Paradrina selini
Paradrina selini là một loài bướm đêm trong họ Noctuidae.